# Openbare financiën
Openbare financiën (ook overheidsfinanciën) is het deelgebied van de economie dat zich bezighoudt met vraagstukken met betrekking tot collectieve of overheidsactiviteiten, en met de administratie en de inrichting van deze activiteiten. De openbare financiën worden vaak onderverdeeld in aan de ene kant vragen over wat de overheid of collectieve organisaties zouden moeten doen of ook daadwerkelijk doen en aan de andere kant vragen over hoe deze activiteiten door middel van allerlei belastingen betaald moeten worden.